# Buckland, Ohio
Buckland là một làng thuộc quận Auglaize, tiểu bang Ohio, Hoa Kỳ. Năm 2010, dân số của làng này là 233 người.

## Dân số
- Dân số năm 2000: 255 người.
- Dân số năm 2010: 233 người.